# Chlorospatha antioquiensis
Chlorospatha antioquiensis är en kallaväxtart som beskrevs av Thomas Bernard Croat och L.P.Hannon. Chlorospatha antioquiensis ingår i släktet Chlorospatha och familjen kallaväxter. Inga underarter finns listade.